# Roosevelt County, Montana
Roosevelt County är ett administrativt område i delstaten Montana, USA. År 2010 hade countyt 10 425 invånare. Den administrativa huvudorten (county seat) är Wolf Point. 

## Geografi
Enligt United States Census Bureau har countyt en total area på 6 138 km². 6 102 km² av den arean är land och 36 km² är vatten. 

### Angränsande countyn
- Sheridan County, Montana - nord
- Daniels County, Montana - nord
- Valley County, Montana - väst
- McCone County, Montana - sydväst
- Richland County, Montana - syd
- Williams County, North Dakota - öst